# پالاسوئلو د بدیخا
پالاسوئلو د بدیخا (به اسپانیایی: Palazuelo de Vedija) یک شهرستان در اسپانیا است که در استان وایادولید واقع شده‌است.